# アンプレクトベルア
アンプレクトベルア（Amplectobelua、またはアムプレクトベルア）は、約5億年前のカンブリア紀に生息したラディオドンタ類の節足動物の一属。頑丈な鋏に似た短い前部付属肢と長い鰭をもつ、中国と北アメリカで見つかった化石によって知られている。A. symbrachiata と A. stephenensis という2種が正式に命名される。

## 名称
学名「Amplectobelua」はラテン語の「amplecto」（抱擁、抱きしめる）と「belua」（怪物）の合成語。中国語では「抱怪蟲」（簡体字：抱怪虫、ピンイン：Bào guài chóng、バウグアイチョン）と呼ぶ。模式種（タイプ種）の種小名「symbrachiata」はギリシア語の「syn」（共に）と「brachion」（腕）の合成語で、これは本種の一部の前部付属肢の化石標本が対になって保存されたことに因んでいる。もう1つの種の種小名「stephenensis」はその化石の発見地である Mount Stephen による。

## 形態

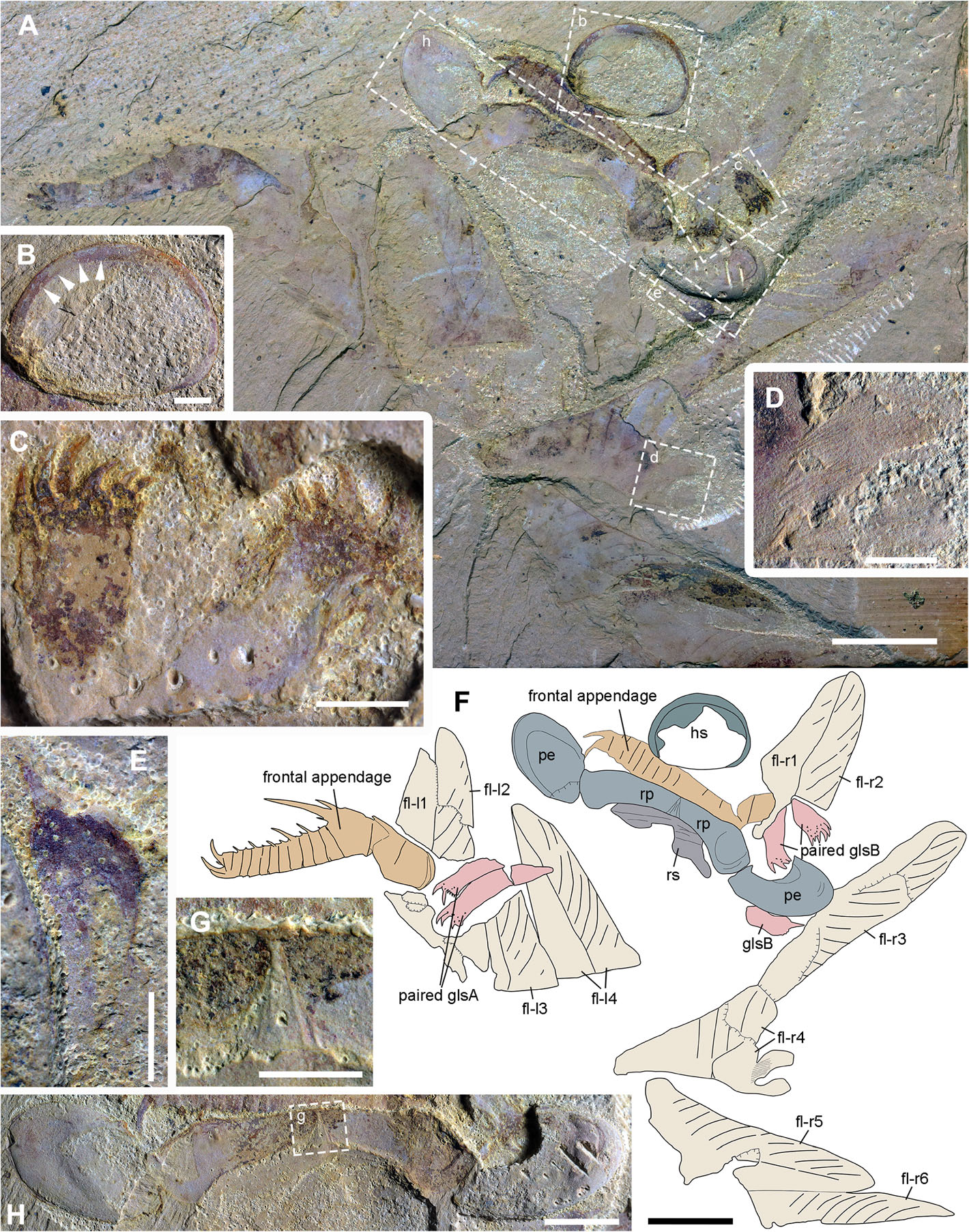
Amplectobelua symbrachiata の解離した各部位（前部付属肢・甲皮・鰭・顎基様の構造体）の化石

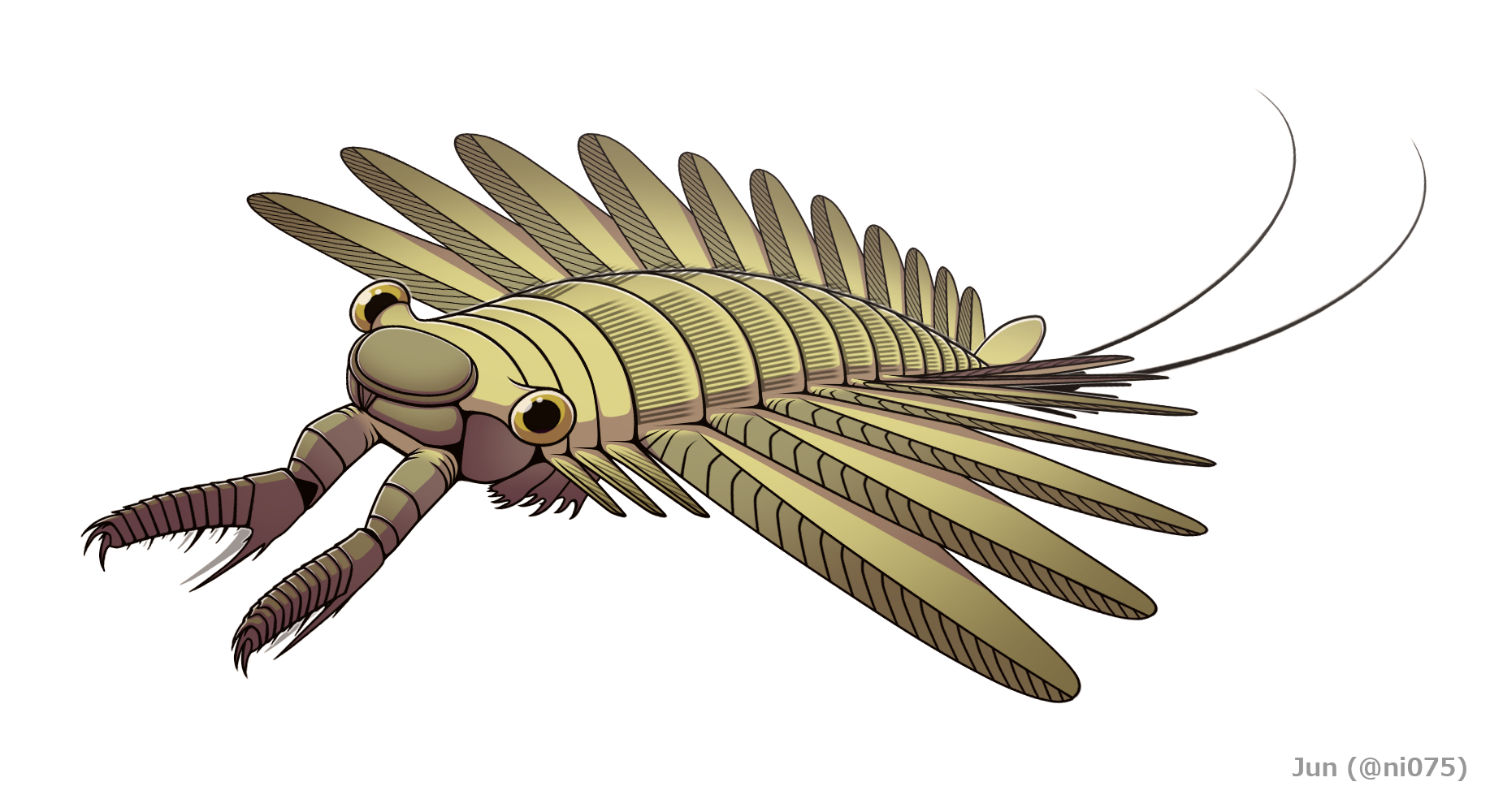
Amplectobelua symbrachiata の全身復元図。尾扇は推測的。
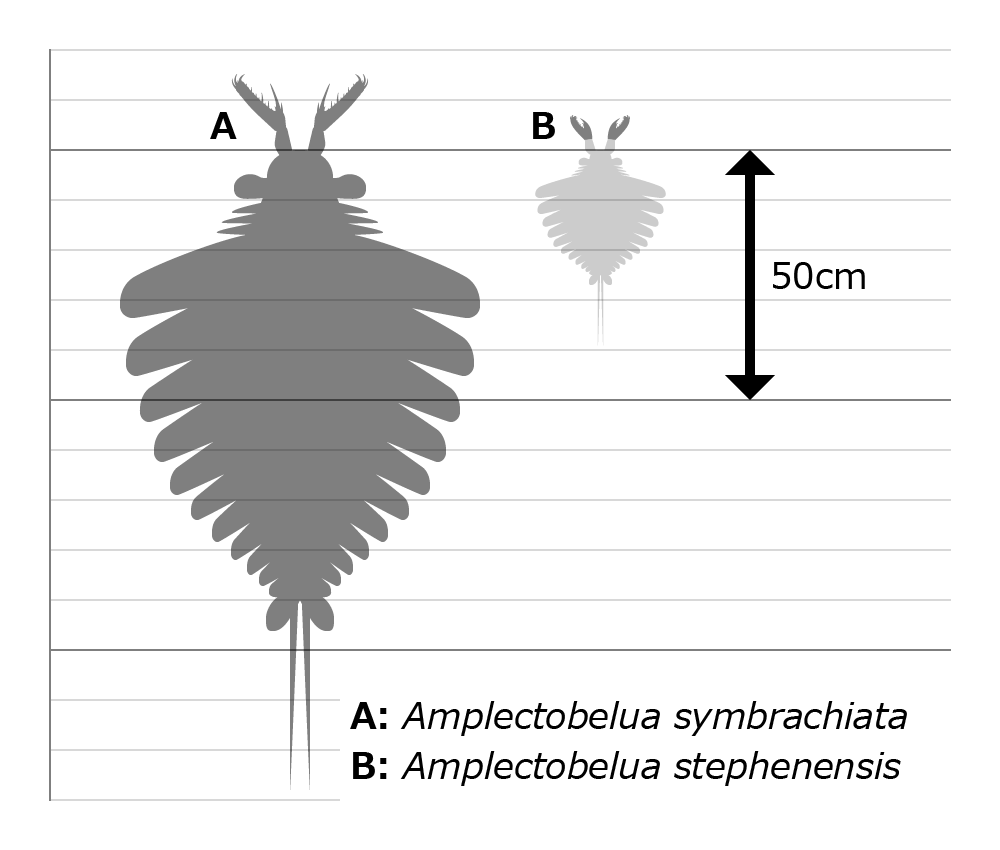
アンプレクトベルアのサイズ比較図。不明部分は薄灰色で示される。

頑丈な鋏に似た短い前部付属肢が特徴的なラディオドンタ類である。知られる最大の全身化石は9cmほどしか及ばないが、その体の比率（体長は柄部を除いたは前部付属肢長の4.9~6.5倍）にあわせて既知最大の前部付属肢の大きさ（13.7cm）から推算すると、体長は最大90cmにも及ぶとされ、知られる中でカンブリア紀最大のラディオドンタ類となる。前部付属肢以外の構造は、ほぼ本属の模式種（タイプ種）である A. symbrachiata のみによって知られる。

### 頭部

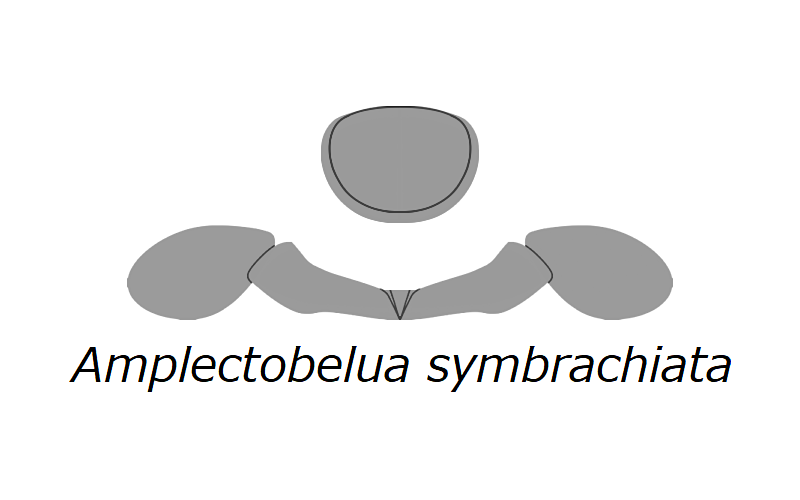
アンプレクトベルアの甲皮

3枚の甲皮（head sclerite complex）はアノマロカリスのものに似て、楕円形で小さい、背側の甲皮（H-element）は縁が分化し、左右1対の甲皮（P-element）は太い紐状の構造体（P-element neck）を介して連結する。
2017年以前に「大きな複眼」と解釈された部分は左右の甲皮の見間違いであり、Wu et al. 2023 に記載された新しい化石標本によりラディオドンタ類として一般的な形の複眼が判明した。
口と歯（oral cone）の一部と思われるプレート状の部分（smooth plates と tuberculated plates）は、知られる化石標本においてはいずれも散在した状態で保存されたため、正確な配列は不明。少なくともフルディア科やライララパクスのような、典型的な十字放射状ではなかったと思われる。

#### 前部付属肢

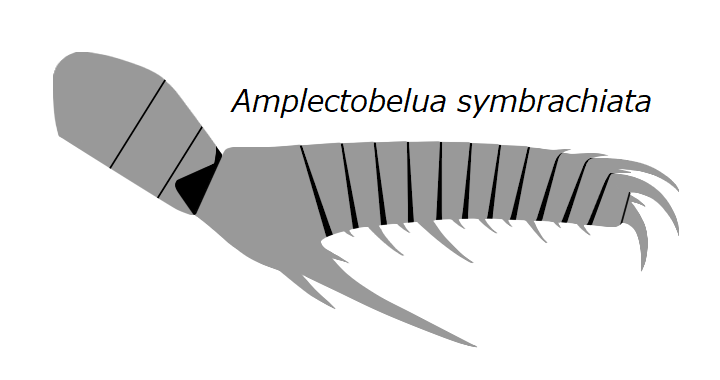
Amplectobelua symbrachiata の前部付属肢

頑丈な前部付属肢（frontal appendage）は鋏に似た形で、体に対して明らかに短い（柄部を除いては体長の約5~6.5分の1しかない）。柄部は太い3節で、残りの捕獲用の部分は12節（先端の爪を肢節と考えた場合は13節）に構成され、両者を分けた関節は反り上げるようにやや屈曲し、内側に幅広い三角形の節間膜がある。柄部直後の肢節は、よく発達した内突起（endite）が腹側から長大に突き出し（長さは前部付属肢長の3分の1以上）、鋏のように先端の肢節と噛み合わせる構造となっている。それ以降の肢節は著しく短縮して明瞭な節間膜に分かれ、各肢節にある1対の内突起は左右非対称（内側の方が長い）になっており、単純で分岐（auxiliary spine）はない。内突起は長短を繰り返しながら前方ほど短くなるが、5番目の内突起は例外的に3番目のものより長い。先端の数節は、猛禽類の鉤爪に似た数本の棘がある。

### 胴部
胴部は後方ほど幅狭くなり、各胴節は両腹側から真っ直ぐに張り出した鰭（ひれ、flap）をもつ。胴節のうち最初の3節は短縮した「首」で、鰭は細短い。残り11対の鰭は前方ほど長大で、それぞれの前縁には一連の枝分かれた脈（strengthening rays）が並んでいる。体の尾部には1対の尾毛（furcae）がある。確実でないが、一部全身化石標本には尾毛の付け根に付属した尾扇（tail fan）と思われる痕跡がある。各胴節の背側に付属した鰓のような櫛状構造（setal blades）はアノマロカリスと同様、体の正中線から左右に分かれたとされる。

#### GLS
胴部の「首」にある3対の短い鰭の付け根には、「gnathobase-like structure」（略して「GLS」）という節足動物の顎基（gnathobase）に似た3対の構造体がある。かつて、この構造体は Chen et al. 1994 に口の歯と解釈されたが、Cong et al. 2017 の再検討により付属肢由来の別部位であると判明した。本属と同じアンプレクトベルア科に分類されるラムスコルディアからにも、このGLSの存在が確認される。

## 生態

Amplectobelua stephenensis の前部付属肢（柄部以外の肢節のみ）の可動域

流線型の体・発達した鰭・頑丈な内突起をもつ前部付属肢により、アンプレクトベルアは獰猛な遊泳性捕食者であったと考えられる。頭部にある鋏型の前部付属肢で獲物を挟むように捕獲し、GLSも獲物を捕獲と咀嚼する役割を果たした特徴とされる。屈曲した関節、明瞭な節間膜と小さな甲皮と共に配置されることにより、本属の前部付属肢の高い可動域をもっていたと考えられる。なお、柄部直後の肢節以降の部分は丈夫で可動域が低い構造のため、その直前の発達した内突起にあわせてペンチのように機能し、小型の餌を器用に掴めるのに適したと考えられる。これにより、アンプレクトベルアは小型で柔軟な遊泳性動物を捕食するだけでなく、大型動物の遺骸から肉片を千切って食べることができることも示唆される。
数多の前部付属肢の化石標本の大きさの推移により、アンプレクトベルアは節足動物として異様に成長が早く、齢期が少なかったと考えられる。また、これらの前部付属肢は大小関わらず同じ形態をもつため、ライララパクスと同様、幼体と成体は同じ生態をしていたと考えられる。

## 分布と分類

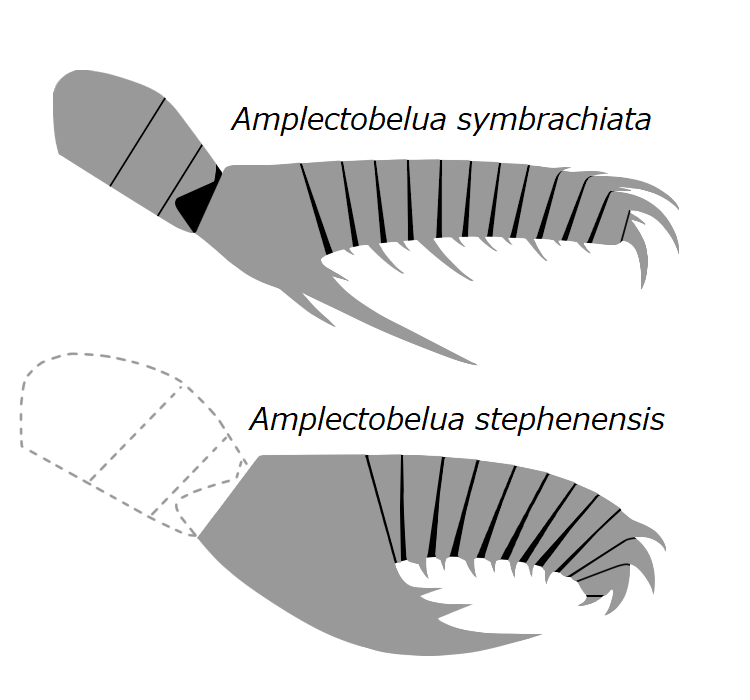
A. symbrachiata と A. stephenensis の前部付属肢。後者の柄部は不明である。

ラディオドンタ類の中で、アンプレクトベルアはアンプレクトベルア科（Amplectobeluidae）の模式属（タイプ属）である。同じくこの科に分類されるラディオドンタ類は、本属の他にライララパクス（Lyrarapax）やラムスコルディア（Ramskoeldia）などが挙げられる。しかし系統解析に本属の近縁として広く認められるのは、主にライララパクスとグアンシャンカリス（Guanshancaris）である。また、アンプレクトベルアはライララパクスに対して側系統群で、すなわち本属の A. stephenensis を A. symbrachiata よりライララパクスに近縁とする解析結果もある。
アンプレクトベルア（アンプレクトベルア属 Amplectobelua）には次の2種が正式に命名される。
- Amplectobelua symbrachiata Hou, Bergström & Ahlberg, 1995 [5]

本属の模式種（タイプ種）。カンブリア紀第三期に当たる Maotianshan Shale（澄江動物群、中国雲南省、約5億1,800万年前）と Niutitang formation（Zunyi Biota、中国貴州省）から発見される。柄部直後の内突起は細長く、その基部前後にそれぞれ1本の短い分岐をもつ。体長は最大約90cmと推測される。
本種の学名は Hou et al. 1995 による種小名「symbrachiata」が広く採用されるが、本種はそれ以前の Shu et al. 1992 ではアノマロカリスの一種として「Anomalocaris trispinata」と命名されていた。そのため、本種はそちらの種小名を採用し学名が「Amplectobelua trispinata」とされる場合もある。
- Amplectobelua stephenensis Daley & Budd, 2010 [6]

バージェス頁岩（バージェス動物群、カナダブリティッシュコロンビア州、約5億1,000万 - 5億500万年前、ウリューアン期）から発見される。柄部が不明の前部付属肢と setal blades の断片のみによって知られている。前部付属肢は全体的に A. symbrachiata のものより頑丈で、更に鋏に近い形態をもつ。柄部直後の内突起は分厚くなり、その前縁に数本の分岐が走る。それ以降の肢節の内突起は A. symbrachiata のものより退化的。A. symbrachiata の1:4.9の比率に基づくと体長は約25cmとなる。
その他、Shuijingtuo Formation（Qingjiang biota、中国湖北省、カンブリア紀第三期、約5億1,800万年前）、Kinzers Formation（アメリカペンシルベニア州、カンブリア紀第四期）、Kaili Formation（中国貴州省、ウリューアン期）、および Wheeler Shale（アメリカユタ州、ドラミアン期）からにも本属の未命名の化石標本が発見されている。また、Wulongqing Formation（Guanshan biota、中国雲南省、カンブリア紀第四期）から発見されたグアンシャンカリスの模式種 Guanshancaris kunmingensis は、Amplectobelua kunmingensis として本属の1種扱いされる場合もある。